# Первый наилегчайший вес в боксе
Первый наилегчайший вес (англ. Light flyweight, Junior flyweight) — весовая категория в профессиональном боксе между наилегчайшей и минимальной весовыми категориями. Предел веса для дивизиона составляет 108 фунтов (48,988 кг).

## Действующие чемпионы мира
| Организация | Дата завоевания титула | Чемпион          | Рекорд       | Защиты титула |
| ----------- | ---------------------- | ---------------- | ------------ | ------------- |
| WBA         | 19 декабря 2024        | Эрик Роса        | 8-0 (2 КО)   | 0             |
| WBC         | 26 декабря 2024        | Паня Прадабсри   | 44-2 (27 КО) | 0             |
| IBF         | 19 июня 2025           | Танонгсак Симсри | 39-1 (34 KO) | 0             |
| WBO         | 13 марта 2025          | Рене Сантьяго    | 14-4 (9 КО)  | 0             |